# Partit Comunista Transnistrià
El Partit Comunista Transnistrià (rus: Приднестровская коммунистическая партия - ПКП) és un partit polític d'ideologia marxista-leninista de la regió autònoma de Transnístria, un territori de Moldàvia. Es considera com el successor local del PCUS. Va estar proscrit gran part de la dècada de 1990. El seu líder és Oleg Khorzhan i ha estat definit com un partit jove i dinàmic, en contrast amb l'antic Partit Comunista de Transnistria, que és considerat com a immobilista. El partit dona suport a la independència de Transnístria, però es va oposar al govern d'Igor Smirnov. Encara que va presentar candidats per a les eleccions legislatives de l'11 de desembre de 2005, no va aconseguir els vots necessaris per guanyar un escó, quedant-se sense representació parlamentària. En les eleccions presidencials de 2006, la seva candidata, Nadezhda Bondarenko, va obtenir el segon lloc, aconseguint el 8,1% dels sufragis. Bondarenko, detinguda l'11 de març de 2007 després d'una manifestació antigubernamental duta a terme per militants d'esquerra, va ser sentenciat a tres dies d'arrest. El 13 de març es va convocar una nova manifestació a Tiraspol per reclamar el seu alliberament.